# A State of Trance
A State of Trance és un programa de ràdio del discjòquei neerlandès Armin van Buuren emès setmanalment des del 2001 i que incorpora recopilatoris i shows.
Al principi emès al març de 2001 per ID&T Radio (precursor de Slam!FM), el programa pren el format d'una mescla de dues hores en les quals es presenten les novetats de la música trance, tant promocional com comercialment. Les pistes seleccionades són anunciades durant el programa a fi d'ajudar a promoure a nous artistes i llançaments dels ja coneguts. La seva combinació de radioshow/Website ha demostrat la seva popularitat internacionalment, quan els seguidors -escoltant el programa de ràdio- dialoguen i opinen sobre el programa als fòrums de coneguts llocs Web, així com a DI.FM, durant l'emissió. A manera global, el programa atreu a 15 milions d'oients cada setmana.